# Група Salomon
Salomon SAS — французька компанія з виробництва спортивного обладнання зі штаб-квартирою в Ансі, Франція. Вона була заснована у 1947 році Франсуа Саломоном у серці Французьких Альп і є провідним брендом спортивного обладнання для активного відпочинку. Salomon належить фінському роздрібному конгломерату Amer Sports, а також Wilson, Atomic, Precor і Arc'teryx.

## Історія
Компанія Salomon була заснована в 1947 році в місті Ансі в самому серці французьких Альп. Франсуа Саломон заснував компанію, виробляючи канти для лиж у маленькій майстерні, де допомагали лише його дружина та син Жорж. Жоржу Саломону приписують створення компанії та розвиток її до глобального бренду спорту на відкритому повітрі, яким вона є сьогодні.
Salomon Group була придбана компанією Adidas у 1997 році, а офіційна назва була змінена на Adidas-Salomon AG. Покупка також включала TaylorMade і Maxfli. У 2005 році Adidas продав компанію Amer Sports.

## Операції
Salomon виробляє продукцію для різних спортивних ринків, у тому числі для бігу по дорозі, походів, скелелазіння, пригодницьких перегонів, катання на лижах і сноуборді. 

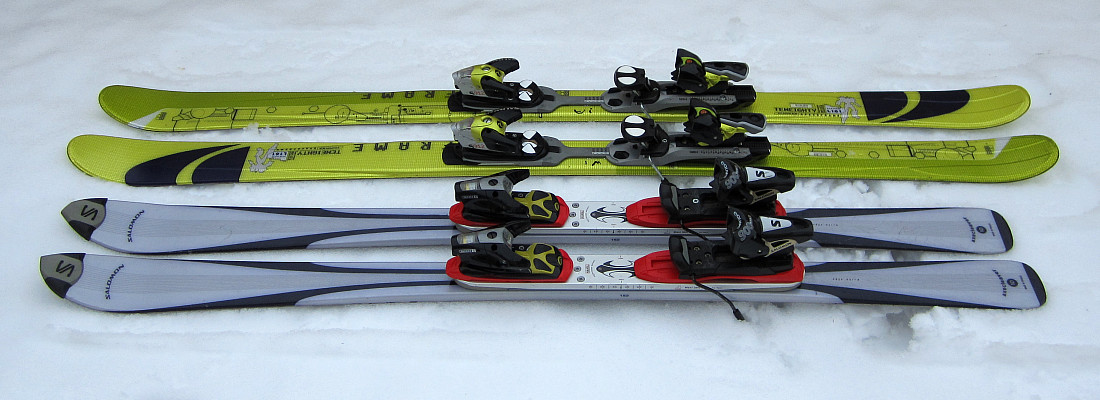
Лижі Salomon: 1080 і Axecleaver, 2016

У більш ніж 40 країнах на п'яти континентах. Раніше вони виготовляли роликові ковзани, передаючи технології зі свого асортименту лижних черевиків, але останніми роками не випускали жодного.
Нинішнім генеральним директором Salomon є Франко Фольято. Salomon є частиною Amer Sports зі штаб-квартирою в Гельсінкі (Фінляндія).
Salomon також спонсорує та проводить багато трейлових перегонів по всьому світу, включаючи серію Golden Trail. Він також керує Salomon TV, каналом який розповідає надихаючі історії про спортсменів, місця та цікавих персонажів зі світу лижного спорту, бігу по трасі та відпочинку на природі.

## Продукція

### Одяг
Salomon має широкий асортимент одягу для дому та активного відпочинку, для чоловіків, жінок і дітей, включаючи куртки, шорти, штани та колготки.

### Взуття
Salomon пропонує взуття для різних видів діяльності, але спеціалізується на взутті для активного відпочинку, як-от катання на лижах, сноубордах, походів і бігу по стежках. У той час як кросівки Salomon спочатку були розроблені з урахуванням спортивних занять на відкритому повітрі у 2023 році, індустрія моди прийняла кросівки XT-6, готові до прогулянок, як одні з кросівок, які необхідно мати у 2023 році. Такі знаменитості, як Белла Хадід, Хейлі Бібер і Емілі Ратаковскі, були помічені в цьому взутті. Взуття Salomon також набуло популярності завдяки gorpcore, модній естетиці, яка зосереджена навколо утилітарного та практичного стилю одягу для активного відпочинку.

### Спортивні аксесуари
Salomon виробляє спортивні аксесуари для катання на лижах, сноубордах, походів, бігу по шосе та трейлу. У них є широкий асортимент аксесуарів, таких як дошки, кріплення, сумки, окуляри, захисне спорядження, рукавички, шкарпетки, головні убори, навіть фляги та пляшки з водою.